# Albert Portas
Albert Portas (n. 15 de noviembre de 1973 en Barcelona, España) es un exjugador de tenis. Profesional desde 1994, se retiró en 2009.

## Títulos (2; 1+1)

### Individuales (1)
| Leyenda                |
| Grand Slam (0)         |
| Tennis Masters Cup (0) |
| ATP Masters Series (1) |
| ATP Tour (0)           |

| N.º | Fecha              | Torneo       | Superficie    | Oponente en la final | Resultado              |
| --- | ------------------ | ------------ | ------------- | -------------------- | ---------------------- |
| 1.  | 14 de mayo de 2001 | Hamburgo TMS | Tierra batida | Juan Carlos Ferrero  | 4-6 6-2 0-6 7-6(5) 7-5 |

### Finalista en individuales (3)
- 1997: Barcelona (pierde ante Albert Costa).
- 1999: San Marino (pierde ante Galo Blanco).
- 2001: Sopot (pierde ante Tommy Robredo).

### Clasificación en torneos del Grand Slam
| Torneo             | 2007 | 2006 | 2005 | 2004 | 2003 | 2002 | 2001 | 2000 | 1999 | 1998 | 1997 | Títulos |
| ------------------ | ---- | ---- | ---- | ---- | ---- | ---- | ---- | ---- | ---- | ---- | ---- | ------- |
| Australian Open    | -    | -    | -    | 1r   | 1r   | 2r   | 1r   | 2r   | 1r   | 1r   | -    | 0       |
| Roland Garros      | -    | 1r   | -    | 1r   | 2r   | 3r   | 1r   | 3r   | 2r   | 1r   | 3r   | 0       |
| Wimbledon          |      | 1r   | -    | -    | 1r   | 1r   | 1r   | 3r   | 1r   | 1r   | -    | 0       |
| US Open            |      | -    | -    | -    | 1r   | 1r   | 3r   | 1r   | 1r   | -    | 1r   | 0       |
| Tennis Masters Cup |      | -    | -    | -    | -    | -    | -    | -    | -    | -    | -    | 0       |

### Dobles (1)
| Leyenda                |
| Grand Slam (0)         |
| Tennis Masters Cup (0) |
| ATP Masters Series (0) |
| ATP Tour (1)           |

| N.º | Fecha               | Torneo | Superficie    | Pareja           | Oponentes en la final     | Resultado  |
| --- | ------------------- | ------ | ------------- | ---------------- | ------------------------- | ---------- |
| 1.  | 17 de julio de 2000 | Umag   | Tierra batida | Álex López Morón | Ivan Ljubičić Lovro Zovko | 6-1 7-6(2) |

### Finalista en dobles (3)
- 1996: Santiago (junto a Dinu Pescariu pierden ante Gustavo Kuerten y Fernando Meligeni).
- 2002: Umag (junto a Fernando Vicente pierden ante Frantisek Cermak y Julian Knowle).
- 2006: Umag (junto a Guillermo García-López pierden ante Jaroslav Levinsky y David Škoc